# Centene Corporation
Centene Corporation er en amerikansk sundheds- og forsikringskoncern.
Centene blev etableret af Elizabeth Brinn som Managed Health Services Milwaukee, Wisconsin i 1984. Efter Brinns død, blev non-profit organisationen solgt til investorer, mens indtægten fra salget gik til Betty Brinn Foundation, som også blev en betydelig aktionær i Centene.